# Tel quel (émission de télévision)
Tel quel était une émission de télévision de Pierre Charpy et Henry Marque, diffusée par l'ORTF dans les années 1960.

## Histoire
En mai 1968, Henri Marque et Charpy ont donné par leur liberté de ton le coup d'envoi du mouvement de révolte à l'ORTF, qui a vraiment pris corps à la fin du mois. Avec Zoom, et Caméra III, elle fait partie des émissions qui diffuseront  les seuls documents télévisés des manifestations du quartier latin.
L'un des deux responsables de l'émission, Henri Marque, ex éditorialiste, ancien rédacteur en chef de Paris-Presse et de La Nation, a participé à la grève pendant Mai 68. Les deux journalistes sont ensuite chargés de trouver une remplaçante à une autre émission d'information télévisée, Cinq colonnes à la une, qui s'arrête le 3 mai 1968. Ils vont créer alors De nos envoyés spéciaux, avec pour ambition d'éclairer les grands événements internationaux.
Henri Marque deviendra ensuite présentateur du journal de 13 h sur RTL puis rédacteur en chef du service politique, pendant l'élection présidentielle de 1974 pour cette même radio.
En 1975, alors que la chaîne TF1 est créée, il devient le premier directeur de l'information.